# Therésia Erneborg
Anna Therésia Erneborg, född 1976, är en svensk författare, journalist och bloggare. Hon startade bakbloggen Söta saker 2009 och kom 2010 ut med sin första kokbok med samma namn. Erneborg har även skrivit böckerna Sött från förr 2013 och Julens söta saker 2014, båda utgivna på Votum Gullers förlag. 2011 tilldelades hon Folkets matbloggspris bak och dessert och 2013 fick hon Matbloggsprisets hedersutmärkelse.